# Rissoina cardinalis
Rissoina cardinalis is een slakkensoort uit de familie van de Rissoidae. De wetenschappelijke naam van de soort is voor het eerst geldig gepubliceerd in 1877 door Brazier.